# Cayo Largo
Cayo Largo eller Cayo Largo del Sur  är en ö i ögruppen Archipiélago de los Canarreos i Kuba.   Den ligger i provinsen Isla de la Juventud, i den västra delen av landet, 190 km sydost om huvudstaden Havanna. Arean är 46 kvadratkilometer.
Terrängen på Cayo Largo är mycket platt. Öns högsta punkt är 16 meter över havet. Den sträcker sig 12,4 kilometer i nord-sydlig riktning, och 23,2 kilometer i öst-västlig riktning.
Följande samhällen finns på Cayo Largo:
- Marina Cayo Largo